# Abraham I (syryjsko-prawosławny patriarcha Antiochii)
Abraham I (ur. ?, zm. ?) – w latach 962–963 63. syryjsko-prawosławny Patriarcha Antiochii. 